# Ernst Fraenkel (politolog)
Ernst Fraenkel (født 26. december 1898 i Köln, død 28. marts 1975 i Berlin) var en tysk jurist og politolog, uddannet indenfor statskundskab. Han var en af grundlæggerne af tysk statsvidenskab efter anden verdenskrig. Under Weimarrepublikken var han medlem af Sozialdemokratische Partei Deutschlands, og en af få jurister som havde socialdemokratiske meninger. I 1939 emigrerede han til USA hvor han udviklet respekt for USA's politik, specielt landets pluralisme og dets implementering af magtfordelingsprincippet.